# Telescopi Gemini
I Telescopi Gemini sono due telescopi ottici gemelli del diametro di 8 m situati uno nell'emisfero nord (Gemini North) e l'altro nell'emisfero sud (Gemini South). Insieme formano l'Osservatorio Gemini.

## Gestione

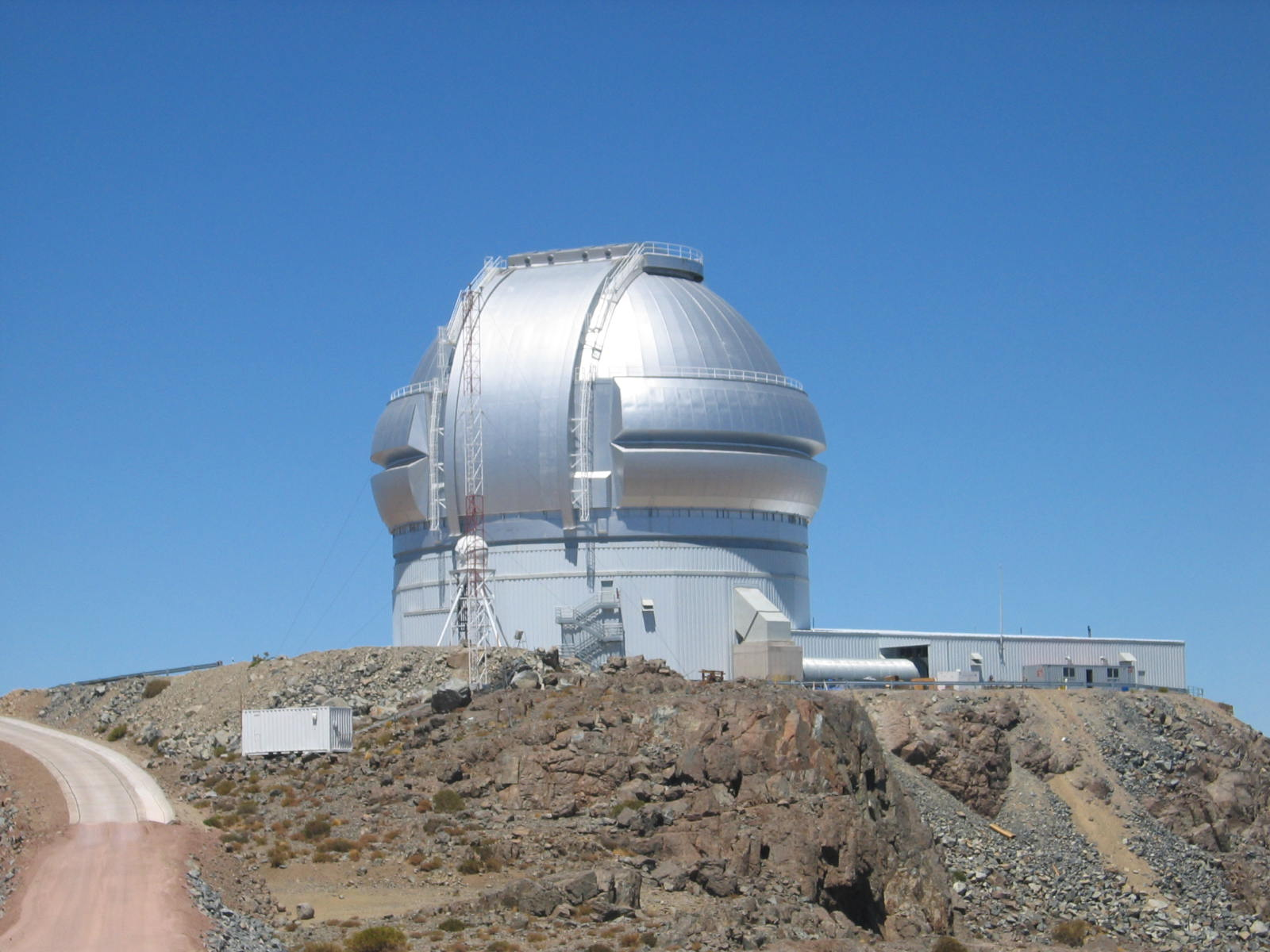
Gemini South, in Cile.

I Telescopi Gemini sono stati costruiti e vengono ora gestiti da un consorzio composto da Stati Uniti, Regno Unito, Canada, Cile, Brasile, Argentina, e Australia. Questa cooperazione è gestita dall'Association of Universities for Research in Astronomy (AURA). Il centro operativo per l'osservatorio boreale è presso Hilo nelle Hawaii presso il parco universitario dell'University of Hawaii, per l'osservatorio australe è presso La Serena, nel Cile.
È stato stimato che i due telescopi sono costati circa 184 milioni di dollari, e che il costo di gestione sia pari a circa 40 000 dollari giornalieri per ognuno dei telescopi.
Nel novembre 2007 il consiglio delle ricerche del Regno Unito (STFC) ha proposto che, per risparmiare 4 milioni di sterline, potrebbe uscire del consorzio della gestione operativa.

## Caratteristiche
Un telescopio (Gemini North), detto anche telescopio Frederick C. Gillett telescope) si trova sul vulcano dormiente Mauna Kea nelle Hawaii (19°49′N 155°28′W). Le eccellenti condizioni atmosferiche e l'elevata altitudine oltre i 4200 m (13,800 ft) forniscono condizioni visuali ideali per le osservazioni astronomiche. Il telescopio ha visto la prima luce nel 1999, e ha iniziato l'attività osservativa nel 2000.
L'altro telescopio (Gemini South) si trova ad oltre 2700 m (9000 ft) di altitudine sulle Ande del Cile, presso il monte Cerro Pachón (30°13′S 70°43′W). L'aria molto secca e la scarsa presenza di nuvole rendono questo sito una scelta molto valida per grandi telescopi, tra i quali il Southern Astrophysical Research (SOAR) e il Cerro Tololo Inter-American Observatory, CTIO. Gemini South ha visto la prima luce nel 2000.
La combinazione dei due telescopi gemelli fornisce una copertura completa di entrambi gli emisferi celesti. La coppia di osservatori è tra i più avanzati nelle bande ottica e infrarossa e utilizza le più avanzate tecnologie di osservazione, tra cui la guida laser, l'ottica adattiva e la spettroscopia multi-oggetto. Inoltre un sofisticato sistema di ventilazione ed il rivestimento dello specchio in argento consentono di ottenere ottime osservazioni nell'infrarosso. Grazie all'elevata automazione i due telescopi possono essere utilizzati in modalità remota riducendo i problemi connessi alla necessità della presenza del personale.

## Ricerca e risultati scientifici
Nell'Aprile 2018 il Gemini North ha dato le prove della presenza del gas idrogeno solforato nell'atmosfera di Urano. Questo grazie agli studi sullo spettro della luce solare riflessa dall'atmosfera del pianeta, compiuti con lo spettrografo NIFS (Near-Infrared Integral Field Spectrometer), che ne ha individuato le firme.
Sono stati compiuti degli importanti studi sugli esopianeti con lo strumento Gemini Planet Imager, montato sul Gemini South, scoprendo ad esempio 51 Eridani b. A gennaio 2019 sono 531 le stelle studiate dal GPI e, osservando pianeti in orbite più esterne, si è evinto definitivamente che pianeti giganti a orbite larghe sono più diffusi attorno a stelle di massa elevata, almeno 1,5-2 volte quella del Sole, ma molto rari attorno a stelle più piccole. In seguito a questo programma si sta lavorando per rendere il GPI più sensibile a esopianeti più piccoli e freddi.